# Portsmouth (New Hampshire)
Portsmouth ist eine Hafenstadt im Rockingham County im Osten des US-Bundesstaates New Hampshire und liegt an einer Bucht, die die Grenze zu Maine bildet. Sie hat als einzige Stadt des Rockingham County den Status City und 21.956 Einwohner (Stand gemäß dem Census von 2020).

## Geschichte
Portsmouth wurde 1630 unter dem Namen Piscataqua gegründet und kurz darauf in Strawberry Banke umbenannt. 1653 erhielt die Siedlung unter ihrem neuen Namen Portsmouth das Stadtrecht. Portsmouth war von 1679 bis 1774 die Hauptstadt der Kolonie New Hampshire. Die Marinebasis der Stadt war 1905 Schauplatz des von Theodore Roosevelt ausgehandelten Vertrags von Portsmouth zwischen Russland und Japan. Von 1899 bis 1925 hatte die Stadt einen Straßenbahnbetrieb.

## Einwohnerentwicklung
| Jahr | Einwohner |
| ---- | --------- |
| 1980 | 26.254    |
| 1990 | 25.925    |
| 2000 | 20.784    |
| 2010 | 21.779    |
| 2020 | 21.956    |

## Wirtschaft und Verkehr
Die Stadt wird von der Interstate 95, der U.S. Route 1 und der  U.S. Route 4 durchquert. Die US Route 1 überquert dabei den Piscataqua River an der Memorial Bridge (Portsmouth, New Hampshire) und verbindet die Stadt mit der Nachbarstadt Kittery in Maine.
In Portsmouth gibt es keine Züge mit Personenverkehr die nächsten Bahnhöfe liegen in Dover und in Exeter, der Personennahverkehr wird über die Verkehrsverbünde Cooperative Alliance for Seacoast Transportation und UNH Wildcat Transit abgewickelt, der Fernverkehr von Greyhound, Vermont Transit and C & J Trailways.
In Portsmouth befindet sich der Portsmouth International Airport at Pease.

## Städtepartnerschaften
Partnerstädte von Portsmouth sind
- Nichinan, Japan, seit 1985
- Pärnu, Estland, seit 1990
- Antrim, Nordirland, seit 1992
- Sewerodwinsk, Russland, seit 1995
- Agadir, Marokko, seit 1995
- Kitase, Ghana, seit 2004

Stadtfreundschaften
- Portsmouth, England
- Szolnok, Ungarn

## Söhne und Töchter der Stadt
- Benning Wentworth (1696–1770), Kolonialgouverneur
- John Langdon (1741–1819), Gouverneur
- Joseph Peirce (1748–1812), Politiker
- James Sheafe (1755–1829), US-Senator
- Charles Cutts (1769–1846), US-Senator
- Fitz-John Porter (1822–1901), Armeegeneral
- Alfred Thompson Bricher (1837–1908), Landschaftsmaler der Hudson River School
- Samuel Elliott Coues (1842–1899), Historiker, Ornithologe, Autor und Theosoph
- Helen Dore Boylston (1895–1984), Autorin
- Brooke Astor (1902–2007), Philanthropin
- Edna Andrade (1917–2008), Malerin und Hochschullehrerin
- Ilene Woods (1929–2010), Sängerin und Synchronsprecherin
- Tod Papageorge (* 1940), Fotograf
- Tom Rush (* 1941), Folk- und Bluessänger
- Ronnie James Dio (1942–2010), Metalsänger
- Samuel Bowring (1953–2019), Isotopen-Geochemiker und Geologe
- Michael D’Antonio (* 1955), Journalist, Sachbuch- und Drehbuchautor
- Charlie Kohlhase (* 1956), Jazzmusiker

Auch die Punkband The Queers stammt aus Portsmouth.